# Determinansphrase
Eine Determinansphrase (DP) ist in neueren Versionen der Generativen Grammatik eine Phrase, deren Kopf ein Determinans (Determinierer, Determinativ) „DET“ ist. 
Einer der Vertreter der Determinansphrase ist Abney. Nach ihm bildet die Kombination Artikel (+ Adjektiv) + Nomen bzw. ein alleinstehendes Pronomen eine Determinansphrase.
Danach ist zum Beispiel eine Phrase wie die kleine Puppe als Ganzes keine Nominalphrase (NP), bestehend aus einem Artikel (die), einem Adjektiv (kleine) und einem Kopfnomen (Puppe), sondern stellt eine Determinansphrase (DP) dar, die in ein Determinans (D) als Kopf und eine Nominalphrase (NP) als Komplement zu zergliedern ist:
[DP [D die] [NP kleine Puppe]]
Ein Personalpronomen wie ich würde dann analysiert als:
[DP [D ich]]